# Emmanuel Schotté
Emmanuel Schotté (* 1958) ist ein französischer Schauspieler. Einem breiten Publikum wurde der Laiendarsteller durch Rolle in dem Spielfilm L’Humanité (1999) bekannt.

## Leben

### Spielfilmdebüt und Triumph in Cannes
Schotté hatte achtzehn Jahre bei der Luftwaffe gedient und verfügte über keinerlei schauspielerische Erfahrung. Er war arbeitslos, als er 1999 von Regisseur Bruno Dumont entdeckt wurde. Dumont bereitete zu dieser Zeit seinen zweiten Spielfilm L’Humanité vor. Wie in seinem Debütfilm spielt L’Humanité in Bailleul und wurde ausnahmslos mit Laiendarstellern besetzt. Der Film erzählt die Geschichte des Kriminalkommissars De Winter, eines Einzelgängers in den Dreißigern, der an das Gute im Menschen glaubt. Nach dem Unfalltod seiner Familie lebt er bei seiner Mutter in Flandern und sein Weltbild beginnt durch den brutalen Mord an einem elfjährigen Mädchen ins Wanken zu geraten. Gleichzeitig ist De Winter unglücklich in seine Nachbarin Domino (gespielt von Séverine Caneele) verliebt, eine Fabrikarbeiterin.
Der Film, der wie alle Arbeiten Dumonts Sex und Gewalt mit der existenziellen Sprachlosigkeit menschlicher Beziehungen kombiniert, feierte im Mai 1999 seine Premiere bei den Filmfestspielen von Cannes. L’Humanité erhielt gemischte Kritiken, überraschte jedoch bei der abschließenden Preisverleihung und wurde mit der zweitwichtigsten Auszeichnung, dem Großen Preis der Jury, und dem Darstellerpreis für Séverine Caneele prämiert. Emmanuel Schotté erhielt für den Part des Pharaon De Winter den Preis als Bester Schauspieler des Filmfestivals.
In Deutschland startete der Film fast ein Jahr später in den Kinos, wobei Schottés schauspielerische Leistung ebenfalls in den Fokus der Kritiker rückte. Bei dem Franzosen sei man sich nicht sicher, ob es überhaupt um Schauspiel geht oder um eine schlichte Personifizierung, so die tageszeitung, da Schotté „automatengleich“ wie im Film auch den Darstellerpreis von Cannes in Empfang nahm. Das Hamburger Abendblatt schrieb in einer Filmkritik, dass man selten so eine tiefe Betroffenheit sehe, wie sie Schotté ausstrahlt.

### Beendigung der Filmkarriere
Die Entscheidung von Jurypräsident David Cronenberg, Hauptpreise an kleinere Filmproduktionen und namenlose Schauspieler zu verleihen, kam seinerzeit einem Skandal gleich und wurde bei der Preisverleihung mit Pfiffen aus dem Publikum kommentiert. Schotté hatte sich unter anderem gegen so renommierte Kollegen wie Forest Whitaker (Ghost Dog – Der Weg des Samurai) und den später Oscar-nominierten Richard Farnsworth durchgesetzt. Mit dem Triumph in Cannes konnte Emmanuel Schotté nicht umgehen. Der 41-Jährige zog sich mit seiner jungen Ehefrau, die er zehn Monate vor dem Filmdreh geheiratet hatte, in sein Haus in Hazebrouck zurück. Trotz der großen Medienpräsenz um seine Person blieb er arbeitslos und setzte, im Gegensatz zu seiner Filmkollegin Séverine Caneele, seine Schauspielkarriere nicht fort. Schotté hält weiterhin Kontakt zu Bruno Dumont, dessen Familie in Bailleul lebt.

## Filmografie
- 1999: L’Humanité (L’humanité)

## Auszeichnungen
- 1999: Darstellerpreis der Internationalen Filmfestspiele von Cannes für L’Humanité